# Seven Psalms
Seven Psalms — пятнадцатый студийный альбом американского музыканта Пола Саймона, изданный 19 мая 2023 года на лейблах Owl Records и Legacy Recordings. Альбом был задуман как семичастное произведение, предназначенное для прослушивания целиком, и представляет собой полностью акустическое исполнение.
Альбом стал первым альбомом 81-летнего Саймона после In the Blue Light (2018) и первым новым материалом после Stranger to Stranger (2016). Среди гостей альбома — Уинтон Марсалис и жена Саймона Эди Брикелл.

## История

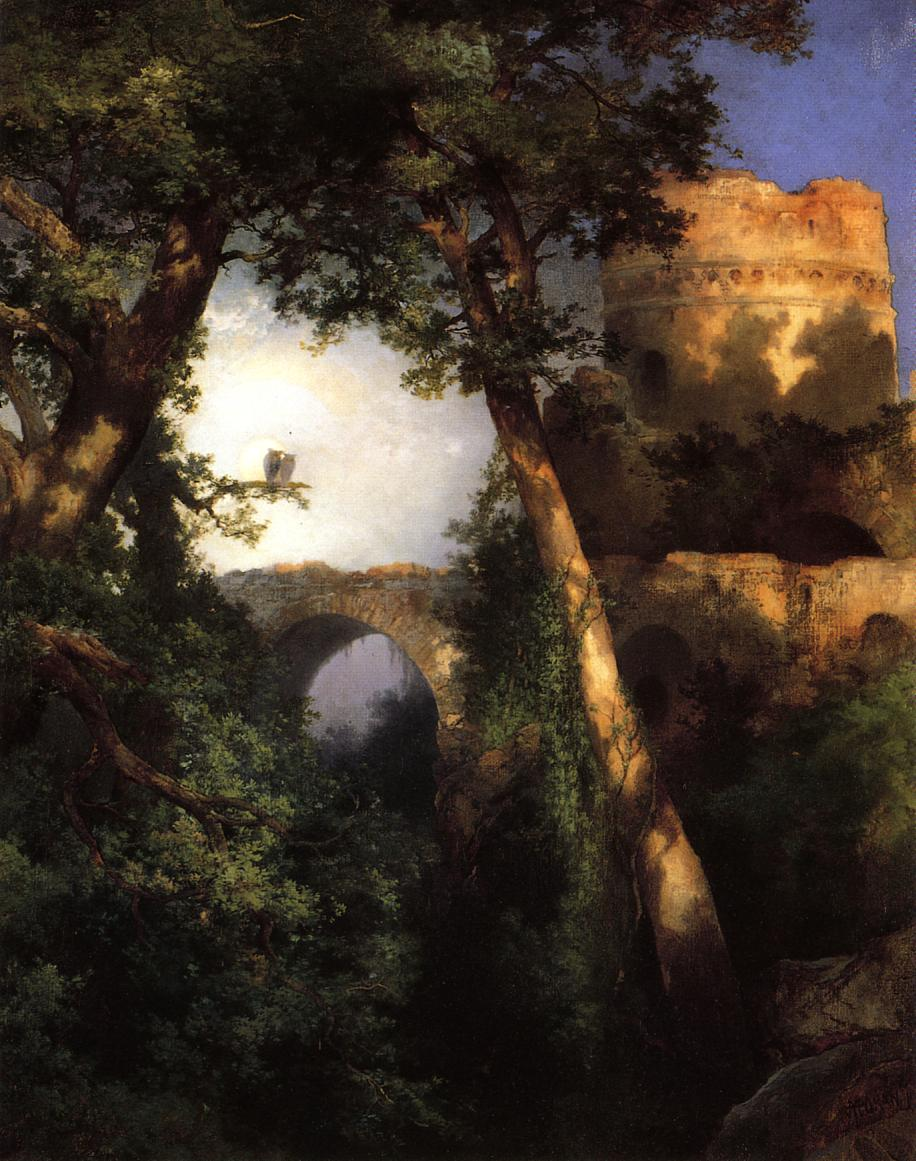
Картина Томаса Морана «Две совы» использована на обложке альбома

Саймон заявил, что идея альбома пришла к нему во сне, и что он просыпался между 3:30 и 5:00 утра две-три ночи в неделю, чтобы написать тексты для проекта. Основным источником вдохновения для альбома послужила Книга Псалмов (Псалтирь). Обложка альбома была взята с картины Томаса Морана «Две совы». Альбом не разбит на отдельные песни, а предназначен для восприятия как одно длинное произведение. В цифровых воплощениях эта последовательность сохраняется, и копии компакт-дисков не индексируются по отдельности.
12 апреля 2023 года Саймон разместил на YouTube видеоролик с «трейлером», анонсирующий альбом и объясняющий его предысторию.

## Отзывы
| Оценки критиков     | Оценки критиков |
| Источник            | Оценка          |
| ------------------- | --------------- |
| AllMusic            | [ 7 ]           |
| The Daily Telegraph | [ 9 ]           |
| Pitchfork           | 7.5/10          |

Альбом Seven Psalms получил положительные отзывы от современных музыкальных критиков. Джон Парелес из The New York Times назвал альбом своим «Выбором критиков», отметив его как «наблюдательный, эллиптический, вечно сомневающийся и тихо охватывающий». Крис Уиллман из Variety назвал его «свидетельством того, насколько любознательным и заинтересованным может быть артист на таком позднем этапе карьеры […] Seven Psalms не похож ни на один другой альбом Саймона почти во всех отношениях, чтобы перечислить их». Микаланджело Матос, написавший рецензию для Rolling Stone, интерпретировал его как икону духовности в центре его дискографии. Поппи Платт из The Telegraph назвала эту работу «полузакрытым окном в мир человека, стоящего за одними из самых известных песен в мире. Если бы только Саймон открыл это окно пошире, можно было бы почувствовать себя более полноценным». Стивен Томас Эрлевайн из AllMusic нашёл его постоянно раскрывающимся: «Поначалу альбом может показаться тональной поэмой, размышлением о смертности и духовности, но каждое последующее прослушивание открывает момент благодати или озарения, который помогает выстроить весь проект в единое целое».
Альбом 81-летнего Саймона сравнивали с Blackstar Дэвида Боуи и You Want It Darker Леонарда Коэна, которые были последними альбомами обоих исполнителей, выпущенными в 2016 году.

## Список композиций
Слова и музыка всех песен — Paul Simon.
| №  | Название | Длительность |
| -- | --- | ------------ |
| 1. | «The Lord» «Love Is Like a Braid» «My Professional Opinion» «Your Forgiveness» «Trail of Volcanoes» «The Sacred Harp» «Wait» | 33:02        |

## Чарты
| Чарт (2023)                       | Высшая позиция |
| --------------------------------- | -------------- |
| Бельгия/Фландрия (Ultratop)       | 25             |
| Бельгия/Валлония (Ultratop)       | 75             |
| Нидерланды (Album Top 100)        | 31             |
| Германия (Offizielle Top 100)     | 69             |
| Ирландия (IRMA)                   | 67             |
| Португалия (AFP)                  | 27             |
| Шотландия (Scottish Albums Chart) | 7              |
| Швейцария (Schweizer Hitparade)   | 38             |
| Великобритания (UK Albums Chart)  | 28             |
| США (Billboard 200)               | 153            |
| США (Billboard Top Rock Albums)   | 25             |